# Emmanuel Peillet
Jean Marie Emmanuel Peillet (* 21. Januar 1914 in Reims; † 1. September 1973 in Paris) war ein französischer Literatur- und Philosophielehrer, Schriftsteller und Fotograf. Er war Initiator und Gründungsmitglied des Collège de ’Pataphysique, wo er unter zahlreichen Pseudonymen in Erscheinung trat. Unter dem Pseudonym Latis war er zudem Mitglied der Werkstatt für Potentielle Literatur (Oulipo).

## Leben und Schaffen
Peillet wuchs ins Reims auf. 1932 zog er nach Paris, um in einer Classe préparatoire am Lycée Henri IV weiterzulernen. Während dieser Zeit entdeckte er das pataphysische Werk von Alfred Jarry.
1938 wurde er Philosophielehrer am Lycée Chanzy in Charleville. Im selben Jahr stieg er bei der Fédération des Étudiants Révolutionnaires zum Chefredakteur der Monatszeitschrift Essais et combats auf. 1939 erschien sein Gedichtband Philosophie du départ, der mit eigenen Fotografien illustriert war, und dem er einen Kommentar über die Bibelpsalmen 113 und 114 vorangestellt hatte. Darin deutet Peillet den Auszug aus Ägypten als „Einladung zur Abreise“, was wiederum Ausgangspunkt seiner Gedichte ist.
Ab 1941 unterrichtete er an einem Lycée in Reims. 1942 bestand er seine Agrégation. Danach lehrte er in Vanves und später in Paris am renommierten Lycée Louis-le-Grand. Dort gab er während der deutschen Okkupation mit und für seine Schüler klandestin die erste Sammlung von Vorkriegsgedichten des Lyrikers Jacques Prévert (1943) heraus. Als Fotograf hatte er zwischen 1943 und 1954 mehrere Einzelausstellungen; zudem arbeitete er in seinen Büchern immer wieder mit Fotos und Collagen.
Peillet hatte die Idee, eine „Société de Recherches Savantes et Inutiles“ (Gesellschaft zur gelehrten und nutzlosen Forschung) zu gründen, die sich an den pataphysischen Ideen von Alfred Jarry orientieren sollte. Gemeinsam mit dem Literaturkritiker Maurice Saillet initiierte er das Collège de ’Pataphysique. Dieses gründeten sie am 11. Mai 1948. Die Statuten vom 29. Dezember 1949 unterzeichnete Peillet mehrfach: Als „Vice-Curateur-Fondateur“ Irénée-Louis Sandomir, „Provéditrice Générale“ Mélanie Le Plumet, „Provéditeur Général Adjoint et Rogateur“ Jean-Hugues Sainmont und „Modérateur Amovible (provisoire) du Corps des Satrapes“ Oktav Votka. Das 1964 beim Verlag des Collège de 'Pataphysique unter dem Pseudonym Anne de Latis erschienene Buch L'Organiste athée (Der atheistische Organist) ist Peillets bekanntestes Werk. L'Organiste athée wird auf der Titelei als Roman klassifizierte, besteht aber ausschließlich aus Prologen und Epilogen.
Unter seinem Pseudonym Latis wurde Peillet am 13. Januar 1961 bei der zweiten Sitzung von Olipo [sic] als erstes Neumitglied in die Autorengruppe aufgenommen. Er entwarf ihr erstes Logo, und schlug vor, das ursprünglich Akronym „der Symmetrie halber“ zum heutigen Oulipo zu erweitern.
In den 1960er Jahren wurde Peillet zum passionierten Züchter von Kakteengewächsen, die er insbesondere während der Blütezeit fotografierte und zeichnete. Diese Bilder nutzte er u. a. als Illustrationen in Linguistique d'un vocabulaire scientifique (1966). Von 1965 bis 1973 leitete er die vom Collège de Pataphysique herausgegebene Zeitschrift Subsidia pataphysica, in der u. a. Beiträge von Georges Perec, Eugène Ionesco und Raymond Queneau erschienen. Neben seinen literarischen, künstlerischen und herausgeberischen Tätigkeiten hat Peillet bis zum Ruhestand im Jahr 1970 am Lycée Louis-le-Grand unterrichtet.

### Pseudonyme
Peillet veröffentlichte unter zahlreichen Namen und trat unter diesen auch in administrativer Funktion beim Collège de 'Pataphysique und bei Oulipo in Erscheinung:
- Anne de Latis
- T.S. Latis
- Latis
- P. Lié[15]
- Elme Le Pâle Mutin
- Mélanie le Plumet (M. le P.)
- Le Phytographe
- Opach[16]
- Jean-Hugues Sainmont
- Irénée-Louis Sandomir
- Docteur Sandomir
- Cornil Van Trater
- Oktav Votka

Diese Pseudonyme sind u. a. bei seinen Verlegern, auf der offiziellen Website von Oulipo sowie in wissenschaftlichen Publikationen aufgelöst. Peillet hatte jedoch bis zu seinem Tod geleugnet, hinter diesen zu stecken. Dies wird als Teil pataphysischer und oulipotischer Gepflogenheiten gedeutet, zu denen eine „schelmische Beziehung zu Archivmaterial“ gehört.

## Werke (Auswahl)
unter seinem bürgerlichen Namen
- Canticum canticorum mit Tuschezeichnungen von Emmanuel Peillet, 1930.
- Philosophie du départ, Saint-Thibault-des-Vignes: Éd. Coclea, 1939; Paris: L'Hexaèdre, 2006, ISBN 978-2-9522671-6-8.
- Michel Alexandre (1888 - 1952), Paris, Mercure de France, 1953.
- Un poète mystique, Julien Torma, Éditeur des Moires, 1997, ISBN 978-2-909490-26-7.
- Peillardises. Recueil de cours de philosophie, Claude Meillet (Hrsg.)[A 3], Édition Saint-Cyr-sur-Morin, 2002, ISBN 978-2-7486-0024-7.
- Antonin Artaud, le poète foudroyé, Vortrag (1948), Paris: L'Hexaèdre, 2010, ISBN 978-2-919271-00-9.
- Emmanuel Peillet photographe, Paris: L’Hexaèdre und Reims: Bibliothèque de Reims, 2010, ISBN 978-2-9522671-9-9.
- Peillardesques: Florilège de pensées philosophiques, Claude Meillet (Hrsg.),[A 3] Nîmes: Edilivre, 2018, ISBN 978-2-4142-2815-7.
- L’Arche, Paris: L'Hexaèdre, 2019, ISBN 978-2-919271-16-0.
- Histoire spéculative d'une amitié, Paris: L'Hexaèdre, 2020, ISBN 978-2-919271-15-3.

unter Pseudonymen
- M. le P., L'Ordre, Paris: Éditions du ver solitaire, 1944; L'Ordre Paris: L'Hexaèdre, ISBN 978-2-9522671-4-4.
- Mélanie Le Plumet, Oraison funèbre, Paris: Éditions du Collège de 'Pataphysique, 1949.
- Latis, L'Organiste athée (Roman). Paris: Éditions du Collège de 'Pataphysique (XCI), 1964.
- Le Phytographe, Linguistique d'un vocabulaire scientifique mit Fotografien und Zeichnungen des Autors, Paris: Éditions du Collège de 'Pataphysique (XCIV), 1966.
- T.S. Latis, Lettre au transcendant satrape Raymond Queneau, Collège De Pataphysique (XCVI, Collection "Q"), 1969.
- Cornil Van Trater, À l'amiable, mit Collagen des Autors, Paris: L'Hexaèdre, 2009, ISBN 978-2-9522671-8-2.

### Fotoausstellungen (Auswahl)
- Églises et châteaux de la vallée de l’Ardre, in der Bibliothèque municipale de Reims (1951)
- Rimbaud et les saisons d’Ardenne, in Saint-Germain-des-Prés (1954).